# Trap Nation
Trap Nation – amerykański promoter muzyczny, jeden z głównych i największych kanałów z rodziny The Nations. Działalność w sieci rozpoczęto w 2012 roku. Główny kanał promuje przeważnie utwory z gatunku trap. Założycielem i pomysłodawcą jest Andre Benz.

## Historia
Na pomysł założenia kanału promującego utwory muzyczne wpadł – urodzony w Stanach Zjednoczonych – Andre Benz, gdy miał 15 lat. Oprócz Trap Nation poszerzał swoją działalność, tworząc nowe kanały, który pierwszy z nich założył w lutym 2014 r. Od tego czasu kanałami zarządzały nowe, zatrudnione osoby. Natomiast od kwietnia 2020 roku został utworzony jeszcze inny kanał o nazwie "Lowly". 
Pod koniec 2016 roku Trap Nation znalazł się na liście dziesięciu najszybciej rozwijających się kanałów YouTube, stworzonej przez Tubefilter, otrzymując średnio 70 milionów nowych odtworzeń tygodniowo. 
Począwszy od 2020 r., Trap Nation ma na koncie ponad 28 milionów subskrybentów i około 560 000 nowych subskrybentów miesięcznie od 2018 r.

## The Nations
Lista kanałów The Nations i przypisane gatunki:
- Trap Nation – Trap/chillout
- Chill Nation[5] – Chillout
- Rap Nation[6] – Rap
- R&B Nation[7] – R&B
- Indie Nation[8] – Indie
- House Nation[9] – EDM/house
- Bass Nation[10] – (?)
- Latin Nation[11] – Latin
- Lowly – różne